# Lý Long Xưởng
Lý Long Xưởng (chữ Hán: 李龍昶; 1151 - ?) là một hoàng tử nhà Lý, từng được lập ngôi vị Trữ quân. Tuy nhiên sau đó ông bị vua cha phế truất vì tỏ ra không xứng đáng với ngôi vị.

## Thiếu niên
Lý Long Xưởng sinh năm Tân Mùi (1151) là người con lớn nhất của Lý Anh Tông. Ngay sau khi chào đời, ông được vua cha phong tước Hiển Trung vương rồi lập Đông cung thái tử, chuẩn bị sẵn ngôi kế vị.
Tuy nhiên, khi vào tuổi trưởng thành, Long Xưởng tỏ ra là người ăn chơi phóng dật, Lý Anh Tông dần dần cảm thấy chán nản với con trai mình. Những tưởng chỉ dừng lại ở việc ăn chơi nhưng Long Xưởng trở nên vô đạo hơn nữa khi tư thông với phi tần của phụ hoàng. Đây được xem là đỉnh điểm cho sự chịu đựng của Lý Anh Tông, ngay sau đó ông đã bàn với Tể tướng về việc phế lập ngôi Thái tử.

## Bị phế truất
Năm Giáp Ngọ, cung phi của Lý Anh Tông là Từ thị tố cáo chuyện Thái tử quyến rũ mình và có ý bất chính. Anh Tông đã rất giận dữ và ông quyết định phế ngôi Thái tử của Long Xưởng. Ngay sau đó ông bị phế làm thứ nhân với tước hiệu Bảo Quốc Vương (保國王) và bị bắt giam một thời gian.
Năm Tân Sửu, Lý Long Xưởng ra tù, ông vì bất mãn nên đã tụ tập bọn vô lại bất lương làm việc cướp bóc. Đến năm 1175 hoàng đế Anh Tông băng hà truyền di mệnh lại để Tô Hiến Thành phò trợ ấu đế Long Cán tức Lý Cao Tông, chính thất của Anh Tông là Chiêu Linh hoàng hậu Vũ thị muốn lập con mình là Long Xưởng và mua chuộc Hiến Thành song bà đã bị người này thẳng thừng cự tuyệt và Cao Tông vẫn giữ được hoàng vị.

## Qua đời
Không rõ ông mất vào thời gian nào.